# Саї (Роменський район)
Саї́ — село в Україні, у Синівській сільській громаді Роменського району Сумської області. Населення становить 817 осіб. Колишній орган місцевого самоврядування — Саївська сільська рада.
Після ліквідації Липоводолинського району 19 липня 2020 року село увійшло до Роменського району. Храм Миколая Чудотворця.

## Географія
Село Саї розташоване на відстані до 1.5 км від сіл Товсте, Куплеваха, Карпці, Нестеренки та Антоненкове.
По селу тече струмок, що пересихає із загатою.
Поруч пролягає газопровід Уренгой-Помари-Ужгород.

## Історія
- Село Саї засноване у другій половині XVIII ст.
- Село постраждало внаслідок геноциду українського народу, проведеного урядом СРСР 1923—1933 та 1946–1947 роках, кількість встановлених жертв голодомору в селі — 93 людей[2].

## Економіка
- Свино-товарна ферма.
- Агрофірма ім. Шевченка.
- СК «Агро», ТОВ.
- «Кузьменко», ПП.
- На околиці Саїв – склад-саркофаг з отрутохімікатами. [3]

## Соціальна сфера
- Дитячий садок.
- Школа.
- Музична школа.
- Будинок культури.
- Музей історії.
- Храм Миколая Чудотворця